# Seznam uměleckých realizací ve veřejném prostoru na Vyšehradě
Seznam uměleckých realizací na Vyšehradě v Praze 2 obsahuje tvorbu výtvarných umělců umístěnou ve veřejném prostoru v katastrálním území Vyšehrad. Seznam je řazen podle ulic a nemusí být úplný.

## Seznam uměleckých realizací
| Název                   | Fotografie                                                                          | Lokace                                                 | Autor                                                                          | Rok  | Popis                       | Poznámka                  |
| ----------------------- | ----------------------------------------------------------------------------------- | ------------------------------------------------------ | ------------------------------------------------------------------------------ | ---- | --------------------------- | ------------------------- |
| Probošt Mikuláš Karlach | Kategorie „Statue of provost Mikuláš Karlach (Vyšehrad)“ na Wikimedia Commons       | Karlachovy sady 50°3′51,98″ s. š., 14°25′14,29″ v. d.  | Pavel Malovaný (*1958)                                                         | 2003 | socha, božanovský pískovec  | odhaleno 29. června, park |
| Obložení dvou stěn      | Kategorie „Obložení dvou stěn (Hladíková, Mírová, Rychlíková)“ na Wikimedia Commons | Neklanova 101/6 50°4′2,17″ s. š., 14°25′5,73″ v. d.    | Lydie Hladíková (1925–1994) Děvana Mírová (1922–2003) Marie Rychlíková (*1923) | 1987 | dekorativní stěna, keramika |                           |
| Splynutí                | Kategorie „xx“ na Wikimedia Commons                                                 | Vyšehradské sady 50°3′49,01″ s. š., 14°24′59,48″ v. d. | Jiří Fürst (*1954)                                                             | 2015 | socha, pískovec             | odhaleno v říjnu, park    |
| Spočinutí               | Kategorie „xx“ na Wikimedia Commons                                                 | Vyšehradské sady 50°3′48,76″ s. š., 14°25′0,15″ v. d.  | Jiří Fürst (*1954)                                                             | 2015 | socha, pískovec             | odhaleno v říjnu, park    |